# Air Line Pilots Association
L'Air Line Pilots Association International (ALPA) est l'organisation de négociation élue représentant, en 2010, plus de 53 000 pilotes des 38 compagnies aériennes américaines et canadiennes. L'ALPA a été formée en 1931, elle est membre de AFL-CIO, du Congrès du travail du Canada et de la Fédération internationale des ouvriers du transport. Son siège est à Washington, DC aux États-Unis.